# Apospasta marmoraria
Apospasta marmoraria là một loài bướm đêm trong họ Noctuidae.